# ワレンチン・カターエフ

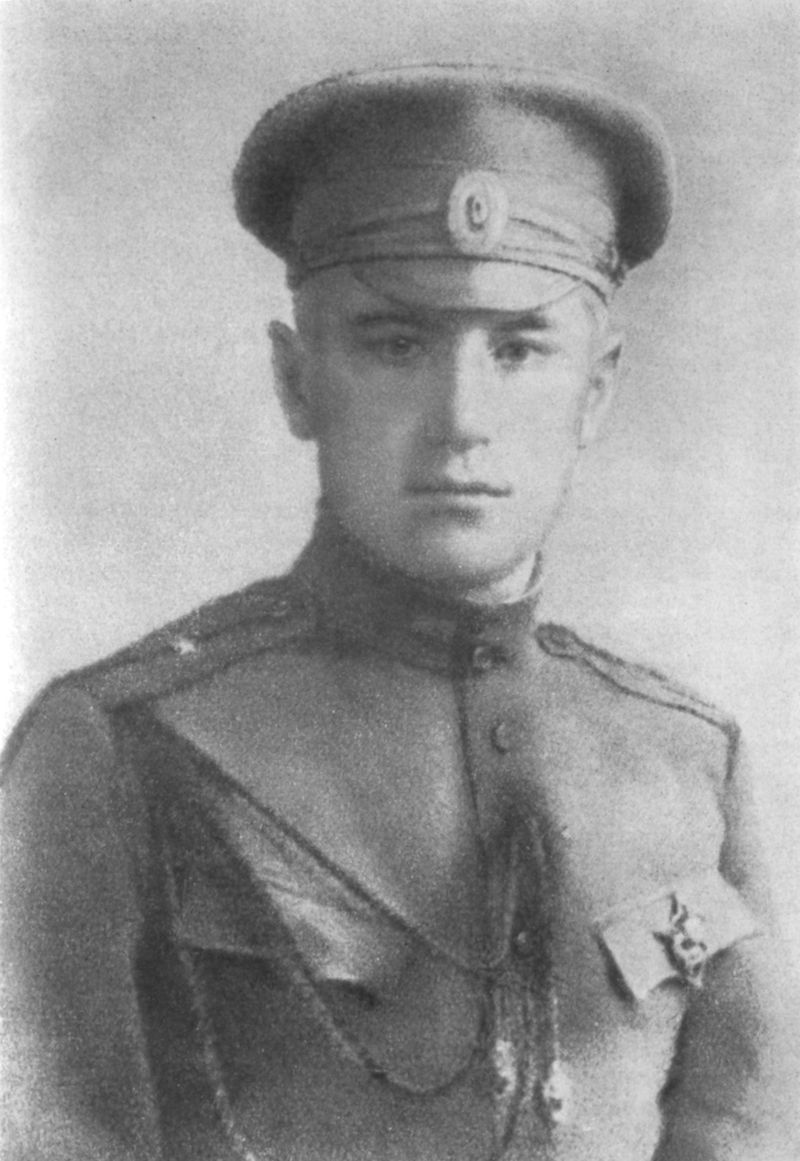
1916年撮影

ワレンチン・ペトローヴィチ・カターエフ（Valentin Petrovich Kataev：Валенти́н Петро́вич Ката́ев、1897年1月16日 - 1986年4月12日）は、ソビエト連邦の小説家である。ダシドルジーン・ナツァグドルジを「モンゴルのプーシキン」と評したことで知られる。

## 生涯
オデッサに生まれる。10歳のときから詩作を始める。第一次世界大戦に従軍、兵士の生活に取材したルポ等を書く。1920年代からモスクワに住み、国内戦をあつかった作品で世に知られるようになる。1932年、「時よ、前進!」を書き、ソビエト政権を守る立場を明確にした。
代表作はオデッサを舞台にした『黒海の波』4部作である。

## 日本語訳
- 「孤帆は白む」集英社世界文学全集
- 「草原の家」新日本出版社世界革命文学選
- 「連隊の子」講談社少年少女世界文学全集